# Topol šedý
Topol šedý (Populus canescens) je silný, statný strom z čeledi vrbovitých, 25–35 m vysoký, s korunou nejprve kuželovitou, později značně širokou (až 30 m), kulovitou, na vysokém tlustém kmeni i 1 m širokém. Je hybridním druhem (P. alba x tremula), nese znaky obou rodičů. Je to velmi proměnlivá dřevina, zejména ve tvaru a stupni odění listů. Uměle vzniklí kříženci P. alba x tremula vytvářejí klíčivá semena. V přírodě však u tohoto křížence nacházíme plody neobyčejně vzácně.

## Popis
Koruna je tvořena několika málo, avšak velice masivními, stoupavými hlavními větvemi. Největší šíře dosahuje v horní třetině. Borka je u mladších stromů s korkovými lištami, které se s přibývajícím věkem zvětšují v černé drsné pukliny. Základní barva v mládí zelenošedá, ve stáří černavá s vodorovnými pruhy lenticel. Letorosty jsou slabě šedavě plstnaté, olysávající, pupeny žlutohnědé, slabě pýřité.
Listy dlouze řapíkaté, na makroblastech trojúhelníkovitého tvaru, na krátkých větévkách vejčitě okrouhlé. Čepel 3–6 cm dlouhá, 3–5 cm široká, nepravidelně zubatá, většinou se 3–6 zuby na každé straně. V mládí většinou tence plstnatá, v dospělosti pak oboustranně lysá nebo olysávající. Řapík z boku smáčknutý a lysý. Listy na dlouhých větévkách vejčité, čepel 6–8(–10) cm dlouhá, hrubě zubatá nebo mělce laločnatá, svrchu tmavozelená, olysalá, na rubu šedavě plstnatá. Řapík 1,5–5 cm dlouhý, téměř oblý a pýřitý.
Samčí jehnědy jsou 4–9 cm dlouhé, květní listeny hnědé a vějířovité, 3–4 mm dlouhé, nepravidelně zubaté. Zuby hustě dlouze brvité. Tyčinek 8–15, prašníky červené. Samičí jehnědy 4–6 cm dlouhé, květní listeny jsou v obrysu klínovité, až do jedné třetiny dřípené, zuby řídce brvité. Semeník vejcovitě kuželovitý, se 4–6 čárkovitými bliznovými laloky asi 0,8mm dlouhými
Topol šedý je dvoudomý, samčí a samičí květy nejsou na jedné rostlině, ale odděleně na různých jedincích. Květy topolů jsou velmi nenápadné a nepatrné, a nemají žádná výstavní opatření k lákání hmyzu, jelikož přenos pylu zajišťuje vítr. Doba květu únor až duben.

## Ekologie
Má podobné ekologické nároky jako topol bílý, je však odolnější k suchu a snáší kyselejší půdy, přednost dává vlhkým kyprým půdám a roste proto s oblibou na říčním štěrku nebo podél břehů vod.

## Využití
Vyskytuje se roztroušeně od nížin do pahorkatin, zpravidla jen jednotlivě. Občas je též vysazován, sadovnicky pěstován jen zřídka, především jako solitér. V rozlehlých oblastech Evropy se hojně vysazuje, protože je vhodný zejména pro větrolamy a jako ochrana proti půdním erozím.
V kultuře se vyskytuje několik kultivarů, např. cv. Aureovariegata se žlutě pestrými listy, cv. Pyramidalis s širokou kuželovitou korunou nebo cv. Pendula s převislými větvemi.

## Rozšíření
Střední, východní a jižní Evropa (včetně ČR), západně po jihovýchod Anglie, západní část Asie.